# Championnat d'Albanie de football 2005-2006
Navigation
Championnat d'Albanie 2004-05 Championnat d'Albanie 2006-07
Le Championnat d'Albanie de football de Kategoria Superiore 2005-2006 est la 65e édition de ce championnat.

## Classement
Le classement est établi sur le barème de points classique (victoire à 3 points, match nul à 1, défaite à 0). Pour départager les égalités, on tient d'abord compte des confrontations directes, puis de la différence de buts générale, puis du nombre de buts marqués.
| Rang | Équipe             | Pts | J  | G  | N  | P  | Bp | Bc | Diff |
| ---- | ------------------ | --- | -- | -- | -- | -- | -- | -- | ---- |
| 1    | KS Elbasani        | 73  | 36 | 21 | 10 | 5  | 50 | 22 | +28  |
| 2    | KF Tirana T C S    | 62  | 36 | 17 | 11 | 8  | 54 | 33 | +21  |
| 3    | Dinamo Tirana      | 61  | 36 | 17 | 10 | 9  | 53 | 35 | +18  |
| 4    | Partizan Tirana    | 60  | 36 | 18 | 6  | 12 | 51 | 35 | +16  |
| 5    | Besa Kavajë P      | 46  | 36 | 13 | 7  | 16 | 49 | 42 | +7   |
| 6    | Vllaznia Shkodër   | 45  | 36 | 13 | 6  | 17 | 39 | 45 | -6   |
| 7    | Shkumbini Peqin    | 43  | 36 | 12 | 7  | 17 | 31 | 49 | -18  |
| 8    | Teuta Durrës       | 42  | 36 | 11 | 9  | 16 | 32 | 45 | -13  |
| 9    | Skënderbeu Korçë P | 42  | 36 | 12 | 6  | 18 | 33 | 50 | -17  |
| 10   | KS Lushnja         | 25  | 36 | 5  | 10 | 21 | 22 | 58 | -36  |

Ligue des champions 2006-2007
- 1er : 1er tour de qualification

Coupe UEFA 2006-2027
- C et 3e : 1er tour de qualification

Coupe Intertoto 2006
- 4e : 1er tour

Relégation en deuxième division
- 9e et 10e : relégation

Abréviations

## Bilan de la saison
| Championnat d'Albanie de football 2005-2006                        |                        |
| Champion                                                           | KS Elbasani (2e titre) |
| Coupes et trophées                                                 |                        |
| Vainqueur de la Coupe d'Albanie 2005-2006                          | KF Tirana              |
| Qualifications continentales                                       |                        |
| Ligue des champions 2006-2007                                      | FK Partizani Tirana    |
| Coupe UEFA 2006-2007                                               | KF Tirana              |
| Coupe UEFA 2006-2007                                               | Dinamo Tirana          |
| Coupe Intertoto 2006                                               | Partizan Tirana        |
| Promotions et relégations                                          |                        |
| Promus en Championnat d'Albanie de football                        | KF Apolonia Fier       |
| Promus en Championnat d'Albanie de football                        | Flamurtari Vlorë       |
| Promus en Championnat d'Albanie de football                        | Kastrioti Krujë        |
| Relégués en Championnat d'Albanie de football de deuxième division | Skënderbeu Korçë       |
| Relégués en Championnat d'Albanie de football de deuxième division | KS Lushnja             |